# Hantos
Hantos község Fejér vármegyében, a Sárbogárdi járásban.

## Fekvése
A Mezőföld középső részén fekszik, Sárosd szomszédságában. Belterületén délkelet-északnyugati irányban a 6228-as út halad végig, Nagylókkal a 6217-es út köti össze. A környező települések közül Nagylók 4,5, Sárosd 6,5, Szabadegyháza 12,5, Mezőfalva 11, Sárbogárd pedig 17 kilométer távolságra található. Közvetlenül határos keleten Perkátával is, de e településsel nincs közúti kapcsolata. Dunaföldvár és a vármegyeszékhely Székesfehérvár között nagyjából félúton található, mindkettőtől 30 kilométerre. Vasútállomása nincs, legközelebb a Pusztaszabolcs–Pécs-vasútvonal nagylóki állomása található.

## Története
Hantos és környéke már ősidők óta lakott hely volt. Területén kőkori és római kori
leletek kerültek felszínre.
A Hantos név mint ősi személynév már 1211-ben felbukkan. A település neve a 15. században mint Hantosegyháza tűnik fel, ami azt bizonyítja, hogy ekkor már egyháza is volt.
A település a török idők előtt a Hantosszéki kun kapitányság központja volt.
1526 után a települést a törökök elpusztították, sokáig lakatlan maradt.
1649-ben Csajágy Gergely volt a birtokosa.
1660-tól több nemes család (Fiáth, Nagy, Batthyány, Zichy, Sennyey stb.) is birtokosa volt.
A 18. században mint két különálló település (Kis- és  Nagyhantos) van feltüntetve. Ezek egyesüléséből született a 20. században a jelenlegi Hantos.

## Közélete

### Polgármesterei
| Terminus  | Név                        | Jelölő szervezet           | Megjegyzés                              |  |
| --------- | -------------------------- | -------------------------- | --------------------------------------- |  |
| 1990–1994 | Virág József               | független                  |                                         |  |
| 1994–1998 | Virág József               | független                  |                                         |  |
| 1998–2002 | Virág József               | független                  |                                         |  |
| 2002–2006 | Virág József               | független                  |                                         |  |
| 2006–2010 | Virág József               | független                  |                                         |  |
| 2010–2014 | Fischer József             | független                  |                                         |  |
| 2014–2019 | Fischer József             | független                  |                                         |  |
| 2019–2022 | Kovácsné Kardos Valéria    | független                  | 2022. november 8-án hivatalában elhunyt |  |
| 2022–2023 | Fodor János alpolgármester | Fodor János alpolgármester | Fodor János alpolgármester              |  |
| 2023–2024 | Fischer József             | független                  | Időközi választás 2023. február 19.     |  |
| 2024–     | Fischer József             | független                  |                                         |  |

## Népesség
A település népességének változása:
| Lakosok száma | 962  | 971  | 977  | 937  | 852  | 856  | 846  |
|               | 2013 | 2014 | 2015 | 2021 | 2022 | 2023 | 2024 |

A 2011-es népszámlálás során a lakosok 94,5%-a magyarnak, 0,2% németnek mondta magát (5,5% nem nyilatkozott; a kettős identitások miatt a végösszeg nagyobb lehet 100%-nál). A vallási megoszlás a következő volt: római katolikus 57,6%, református 9,5%, evangélikus 0,3%, görögkatolikus 0,4%, felekezeten kívüli 17,9% (13,1% nem nyilatkozott).
2022-ben a lakosság 92,7%-a vallotta magát magyarnak, 0,5% németnek, 0,4% cigánynak, 0,1% horvátnak, 1,9% egyéb, nem hazai nemzetiségűnek (7,3% nem nyilatkozott; a kettős identitások miatt a végösszeg nagyobb lehet 100%-nál). Vallásuk szerint 30,2% volt római katolikus, 6,3% református, 0,2% evangélikus, 0,7% egyéb keresztény, 0,7% egyéb katolikus, 21,2% felekezeten kívüli (40,3% nem válaszolt).

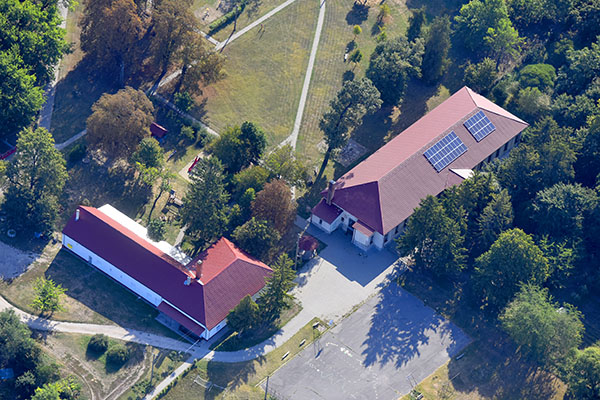
A hantosi kastély légi felvételen

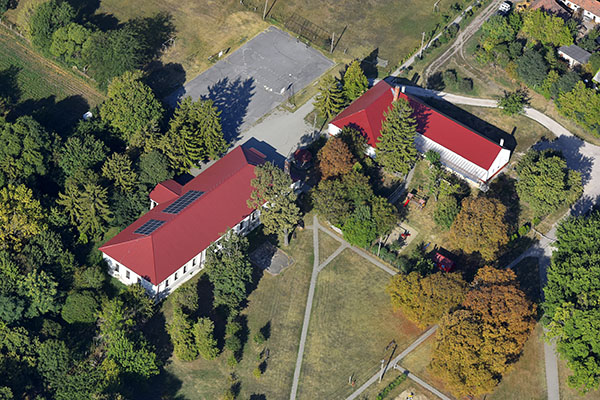
Batthyány-Zichy-Sennyei-kastély - légi fotó (Hantos)

## Nevezetességei
- Római katolikus templom - 1765 és 1773 között építette a perkátai jezsuita misszió.A barokk stílusban épült templomot 1863-1864 között építették át.
- Feszület - Fehér mészkőből készült 1851-ben.
- Batthyány-Zichy-Sennyei-kastély - A 18. század végén építette a Batthyány család, akitől a Zichyek vásárolták meg. A kastélyhoz 4 hektáros park is tartozik.
- Fiáth-Nagy-kúria - Az eklektikus stílusú épület a 19. század elején épült, a Fiáth család építtette, majd a felsőőri Nagy család vásárolta meg.

## Híres emberek
- Itt hunyt el (Kishantoson) Nagy Ernő (1853–1921) jogtudós, egyetemi tanár, a Magyar Tudományos Akadémia levelező tagja (1895).